# Алберт Лорцинг
Густав Алберт Лорцинг е германски композитор, оперен певец и диригент.

## Биография
Роден е на 23 октомври 1801 в Берлин. Израства в театрално семейство.
На 18-годишна възраст дебютира като певец – тенор, На 21 години представя първата си малка опера „Али паша от Янина“.
През 1833 г. става пръв тенор на Лайпцигската опера, а след това печели големи успехи с комичните си опери „Двамата ловци“, „Цар и дърводелец“, „Ханс Закс“ и др.
По-късно е оркестров диригент в Лайпцигския театър, във виенския „Театър ан дер Вийн“, берлинския театър „Фридрих Вилхелмщад“ и др.
Густав Лорцинг умира на 21 януари 1851 г. в Берлин.

## Музика
Автор е на оперите „Ундина“, „Ковачът на оръжия“, „Оръженосецът на Роланд“ и др.
Операта „Цар и дърводелец“ е поставяна многократно в Софийска народна опера, като за първи път е играна през 1933 г.
За творчеството на Лорцинг не е характерна мащабността и силата на новаторството на неговите съвременници Шуман и Шуберт, но леките му лирични и комедийни опери продължават да се играят на сцените на всички оперни театри в Европа и да се харесват от публиката. Характерна особеност на неговата музика е връзката ѝ с най-добрите фолклорни европейски образци.